# Lispe albifacies
Lispe albifacies är en tvåvingeart som beskrevs av Malloch 1929. Lispe albifacies ingår i släktet Lispe och familjen husflugor. Inga underarter finns listade i Catalogue of Life.